# Heidenheim Heideköpfe
Die Heidenheim Heideköpfe sind die Baseball- und Softballabteilung des Heidenheimer Sportbunds. Die erste Herrenmannschaft der Heideköpfe tritt in der Baseball-Bundesliga Süd an. 2009 errangen sie mit einem 3:2-Sieg gegen die Mannheim Tornados im Finale um die deutsche Meisterschaft 2009 ihre erste Meisterschaft. Mit dem Namen Heideköpfe verweist das Team auf das Heidenheimer Stadtwappen, das einen Männerkopf zeigt.

## Geschichte
Die Gründung der Baseball-Abteilung innerhalb des Heidenheimer SB erfolgte im August 1992. Bereits zu diesem Zeitpunkt wurde der heutige Vereinsname geführt. Seit 1993 nimmt die Mannschaft am Spielbetrieb teil und marschierte innerhalb von acht Jahren von der Bezirksliga Baden-Württemberg bis in die 1. Bundesliga Süd durch, der sie seit 2000 ununterbrochen angehört. 
In den Jahren 2002 sowie von 2006 bis 2011 erreichte die Mannschaft die Playoffs zur Deutschen Baseballmeisterschaft. 2008 wurde die reguläre Saison erstmals als Erster beendet, das Team unterlag aber im Halbfinale dem späteren Meister Buchbinder Legionäre aus Regensburg. 2009 erreichten die Heideköpfe erstmals die Finalserie zur Deutschen Baseballmeisterschaft und errangen dort nach fünf Spielen mit 3:2 Siegen gegen die Mannheim Tornados ihre erste Meisterschaft.
Im Juni 2010 konnten sich die Heideköpfe als erste deutsche Mannschaft überhaupt für den European Champion Cup qualifizieren, nachdem sie im CEB European Cup 2010 in ihrer Gruppe den zweiten Platz belegten. Beim European Champion Cup Final Four 2010 setzte sich die Mannschaft im Halbfinale mit 4-1 gegen Telemarket Rimini (ITA) durch. 
Das Finalspiel am 26. September 2010 in Barcelona wurde gegen Fortitudo Bologna (ITA) im Extra-Inning, also nach Verlängerung, (nach 9 Innings 1-1) knapp mit 1-2 verloren.
Im Jahr 2017 gewannen die Heidenheim Heideköpfe sowohl den Titel des Südmeisters als auch ihren dritten Meistertitel in der Baseball-Bundesliga im fünften Spiel gegen die Bonn Capitals. Auch in der darauffolgenden Saison 2018 wurden die Heideköpfe wieder Meister der Süddivision. Mit drei Siegen in Folge setzten sie sich im Halbfinale gegen die Solingen Alligators durch und zogen damit erneut in das Finale der Baseball-Bundesliga ein. Im CEB Cup 2019 erzielten die Heidenheim Heideköpfe den ersten Platz und holten damit den zweiten deutschen Startplatz im CEB European Cup für das Jahr 2020 zurück. Sie konnten auch die deutsche Meisterschaft 2019 mit einem 3:2-Sieg in der Best of 5 Serie gegen die Bonn Capitals gewinnen.

## Erfolge
- Deutscher Meister 2009, 2015, 2017, 2019, 2020, 2021, 2023 (7)
- Deutscher Vizemeister 2010, 2014 (2)
- 1. Platz 1. Bundesliga Süd 2008, 2014, 2017, 2018, 2021, 2023 (6)
- Aufstieg in die 1. Bundesliga Süd 2000
- 2. Platz European Champion Cup Final Four 2010 (1)
- 2. Platz CEB European Cup 2010 Pool A
- 3. Platz DBV-Pokal 2001, 2002 (2)
- Sieger CEB Cup 2019 (1)
- BWBSV-Baden-Württemberger Baseball-Pokalsieger 2000, 2001, 2002 (3)

## Mannschaften
Neben drei aktiven Herrenmannschaften nehmen eine Junioren-, eine Jugend-, eine Schüler sowie eine Tee-Ballmannschaft am Spielbetrieb teil.

## Zuschauerzahlen
Laut eigener Darstellung haben die Heimspiele der Heidenheim Heideköpfe seit der Gründung des Vereins einen Zuschauerschnitt von über 350 Zuschauern. Bei Spitzenspielen wie dem Finalspiel gegen die Bonn Capitals im Jahr 2017 (1700 Zuschauer) werden bis zu 2000 Zuschauer erreicht.